# واکنش زنجیره‌ای (ترانه)
«واکنش زنجیره‌ای» تک‌آهنگی از خواننده آمریکایی دایانا راس است که در سال ۱۹۸۶ میلادی منتشر شد.
ترانه‌سرا و آهنگساز این ترانه، گروه موسیقی بی جیز بودند. این ترانه در بریتانیا و استرالیا به صدر جدول تک‌آهنگ‌های برتر راه یافت. در آمریکا اما، این ترانه در آهنگ‌های داغ آراندبی/هیپ-هاپ به رتبهٔ ۸۵ و در بیلبورد هات ۱۰۰ به رتبهٔ ۶۶ دست یافت.